# Сунженский отдел
Сунженский отдел — административно-территориальная единица Терской области Российской империи, существовавшая в 1888—1920 годах. Большинство населения округа составляли ингуши и русские.
Административный центр — город Владикавказ.

## Географическое положение
Располагался в центральной части Северного Кавказа, в районе бассейна рек Терек, Сунжа, Асса и Фортанга, охватывая территорию современной Ингушетии и часть территории трёх современных республик — Кабардино-Балкарии, Северной Осетии и Чечни.
Границы: на севере и западе по реке Терек граничил с Нальчикским и Осетинским округами и Пятигорским уездом, на востоке по реке Фортанга с Аргунским округом, на юге по Кавказскому хребту с Тифлисской губернией.

## История
Сунженский отдел был образован в 1888, путём разукрупнения Владикавказского округа Терской области и образования на его территории Сунженского отдела и Осетинского округа.
В дальнейшем в течение нескольких лет в состав Сунженского отдела вошли малокабардинские земли Курпского нагорья и притеречные равнины, населённые казаками.
Отличительной чертой Сунженского отдела было преимущественно военное управление: исполнительная власть осуществлялась приставами напрямую из Владикавказа, также в ингушских селах власть осуществлялась посредством ингушской милиции, в казачьих станицах — Терским казачьим войском.
В 1909 года официально из состава отдела был выделен округа — Назрановский округ.

## Население
По переписи 1897 года население отдела составляло 115 370 человек.
По национальному составу:
| № | Национальность | Численность, чел. | Доля   |
| - | -------------- | ----------------- | ------ |
| 1 | ингуши         | 46 214            | 40,1 % |
| 2 | великороссы    | 42 013            | 36,4 % |
| 3 | кабардинцы     | 16 113            | 14,0 % |
| 4 | малороссы      | 3891              | 3,4 %  |
| 5 | кумыки         | 2349              | 2,0 %  |
| 6 | чеченцы        | 1906              | 1,7 %  |
| 7 | другие         | 2884              | 2,5 %  |

## Административное деление
В 1913 году в состав отдела входило 20 станиц, 15 сельских правлений и 1 колонийское правление:
Станицы:
| - Аки-Юртовская, - Александровская, - Ардонская, - Архонская, - Ассиновская, - Вознесенская, - Змейская, - Карабулакская, - Котляревская, - Михайловская, | - Нестеровская, - Николаевская, - Пришибская, - Самашкинская, - Слепцовская, - Сунженская, - Тарская, - Терская, - Троицкая, - Фельдмаршальская. |

Сельские правления:
| - Абаевское — с. Абаево, - Астемировское — с. Астемирово, - Ахловское — с. Ахлово, - Баташевское — с. Баташево, - Бековичское — с. Верхние Бековичи, - Бороковское — с. Бороково, - Болатовское — с. Болатово, - Джераховское — с. Память, | - Доллаковское — с. Доллаковское, - Исламовское — с. Исламово, - Мецхальское — с. Арзи, - Муртазовское — с. Муртазово, - Хамхинское — с. Хамхинское, - Ханцевское — с. Ханцево, - Цоринское — с. Онды. |

Колонийское правление:
- Гнаденбургское — кол. Гнаденбург.